# 알몸 수색
알몸 수색(영어: strip search)은 사람의 몸이나 옷 안에 숨겨져 있다고 의심되는 무기나 기타 밀수품을 수색하는 관행으로, 몸을 단순히 수색만 하는 것이 아니라 옷의 일부 또는 전부를 벗도록 요구하여 수색한다. 수색에는 공무원이 친밀한 개인 수색을 수행하고 개인 소지품과 체강(입, 질, 직장 등)을 검사하는 것이 포함될 수 있다. 알몸 수색은 수색보다 더 침해적이며 법적 권한이 필요하다. 알몸 수색에 관한 규정은 상당히 다양하며 일부 상황에서는 필수일 수도 있고 다른 상황에서는 임의적일 수도 있다.

## 같이 보기
- 수색

## 참고 문헌
- Essex, N. (2005). Student Privacy Rights Involving Strip Searches. Education and the Law, 17(3), 105–110. 1
- “Florence v. Board of Chosen Freeholders of the County of Burlington” (PDF). 《Supreme Court》. 2012년 4월 7일에 확인함.